# Polyphony Digital
Công ty Polyphony Digital là một nhà phát triển trò chơi điện tử trực thuộc Sony Computer Entertainment và là một phần của Sony Computer Entertainment Worldwide Studios (Các xưởng làm việc trên toàn thế giới của Sony Computer Entertainment).
Sản phẩm nổi tiếng nhất của xưởng là loạt trò chơi đua xe Gran Turismo, phát triển độc quyền trên hệ máy PlayStation. Năm 2006, Polyphony phát hành Tuorist Trophy, nhằm tạo ra một "Gran Turismo" mới trên các chiếc xe mô tô.

## Các trò chơi đã phát triển
| Tên                                        | Ngày phát hành       | Nền tảng             |
| ------------------------------------------ | -------------------- | -------------------- |
| Motor Toon Grand Prix                      | 16 tháng 12 năm 1994 | PlayStation          |
| Motor Toon Grand Prix 2                    | 10 tháng 6 năm 1996  | PlayStation          |
| Gran Turismo                               | 23 tháng 12 năm 1997 | PlayStation          |
| Omega Boost                                | 22 tháng 4 năm 1999  | PlayStation          |
| Gran Turismo 2                             | 11 tháng 12 năm 1999 | PlayStation          |
| Gran Turismo 3: A-Spec                     | 28 tháng 4 năm 2001  | PlayStation 2        |
| Gran Turismo Concept 2001 Tokyo            | 2001                 | PlayStation 2        |
| Gran Turismo Concept 2002 Tokyo-Seoul      | 2002                 | PlayStation 2        |
| Gran Turismo Concept 2002 Tokyo-Geneva     | 1 tháng 1 năm 2002   | PlayStation 2        |
| Gran Turismo 4 Prologue                    | 4 tháng 12 năm 2003  | PlayStation 2        |
| Gran Turismo 4                             | 28 tháng 12 năm 2004 | PlayStation 2        |
| Gran Turismo 4 Toyota MTRC Version         |                      | PlayStation 2        |
| Gran Turismo 4 Toyota Prius Edition        |                      | PlayStation 2        |
| Gran Turismo 4 Nissan 350Z Limited Edition |                      | PlayStation 2        |
| Tourist Trophy                             | 2 tháng 2 năm 2006   | PlayStation 2        |
| Gran Turismo HD                            | 24 tháng 12 năm 2006 | PlayStation 3        |
| Gran Turismo 5 Prologue                    | 13 tháng 12 năm 2007 | PlayStation 3        |
| Gran Turismo (PSP)                         | 1 tháng 10 năm 2009  | PlayStation Portable |
| Gran Turismo 5                             | 24 tháng 11 năm 2010 | PlayStation 3        |